# サロモン・デ・ブライ
サロモン・デ・ブライ (Salomon de Bray, 1597年 - 1664年5月11日)は、オランダの画家・建築家。

## 生涯
サロモン・デ・ブライはアムステルダムに生まれるが、1617年より前にはすでにハールレムに移っていた記録がある。彼はおそらくカレル・ファン・マンデルやヘンドリック・ホルツィウス、コルネリス・ファン・ハールレムが始めた小さなアカデミーで学んだと思われる。ホルツィウスやファン・ハールレムの弟子であったとの記録が残っているが、その前にアムステルダムでヤーコプ・ピナスやニコラース・ムーヤールト、ピーテル・ラストマン等と共に学んだようである。デ・ブライは歴史画や肖像画、風景画を描いた。また、詩人としても活動していた。デ・ブライは1625 年に詩人のJacob Westerbaenの姉妹であるアンナと結婚。1630年にハールレムの聖ルカ組合に登録されている。 また、銀器のデザインも手掛けており、1631年にはギルドの新しい支部を設立するための申請もしている（承認はされなかった）。
デ・ブライには10人の子供がいたが、そのうちの3人(ディルク・デ・ブライ、ヤン・デ・ブライ、ジョセフ・デ・ブライ)は画家となった。彼は1664年にハールレムを襲ったペストの流行によって死んだと考えられている。彼の子供のうち4人もペストで亡くなっている。

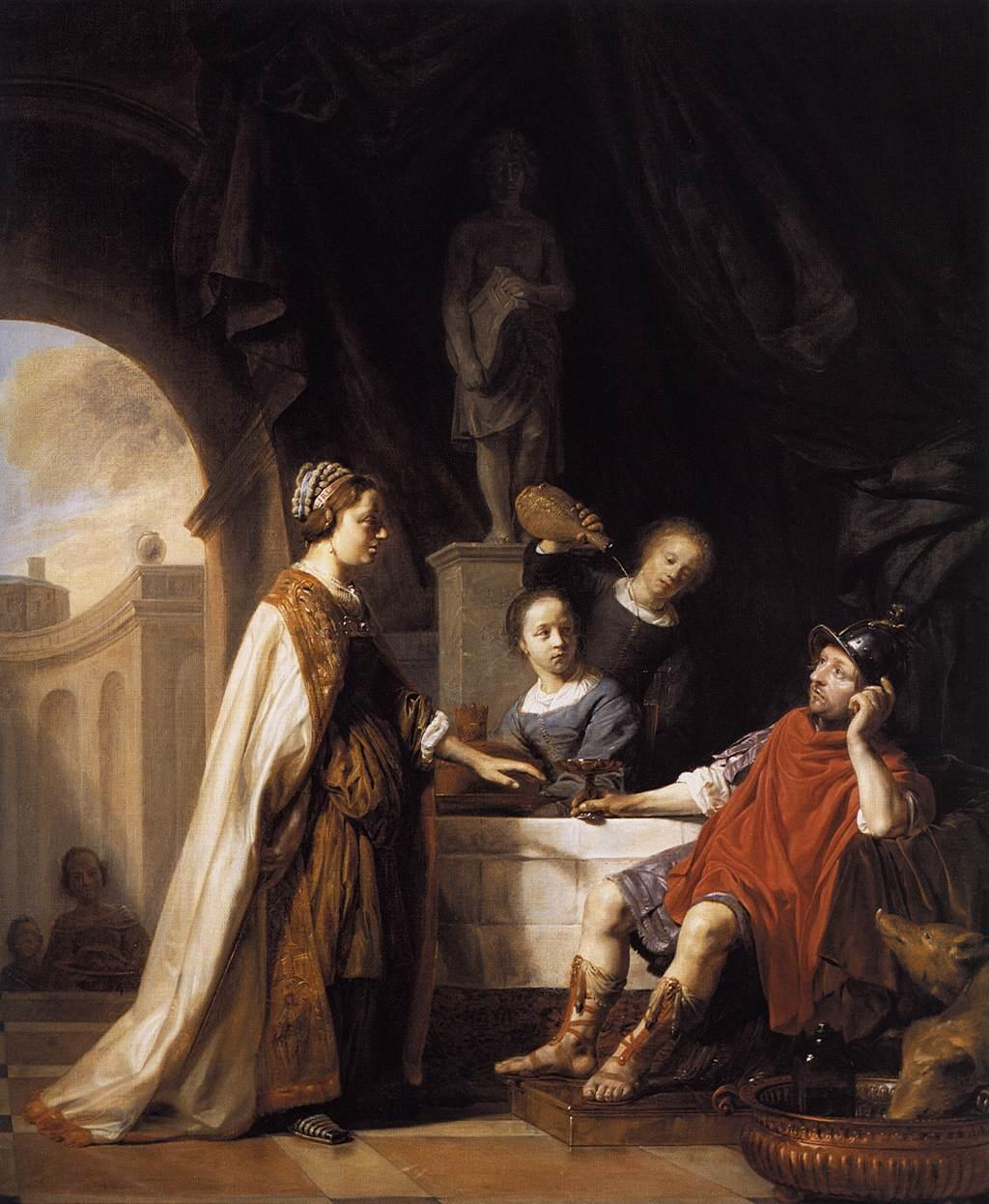
『オデッセウスとキルケ』

## 建築と都市計画
建築家としてはハールレムの新しい市庁舎の建設、ハールレムの市の門、ナイメーヘンの児童養護施設の建設等に関わった。また、ハールレムの都市計画にも関わり、都市を北側に拡張するという彼の計画は、彼の死後に部分的に実施された。デ・ブライは1631年、建築家のヘンドリック・デ・ケイゼルの伝記と建造物に関する書籍"Architectura Moderna" を書いてもいる。

## 参照
1. 1 2 3  Salomon de Bray in the w:RKD
2. ↑  Architectura Moderna in the w:DBNL